# Château de Telve
Les ruines du château de Telve, le Castellalto Telve en italien, dominent la Valsugana à 795 m sur le flanc du mont Musiera. Le nom de Castellato vient de la branche de la famille des seigneurs de Telve qui l'occupait à l'origine.

## Historique
L'histoire de ce château se confond avec celle de Telve placée sous sa tutelle. La dernière restauration importante (Francesco di Castellalto) date de 1527. La famille Buffa en fut l'ultime occupante jusque vers 1800 lors de l'abolition des privilèges.
Deux sentiers forestiers permettent d'y accéder, le premier en montée directe à partir du carrefour nord de Telve -c'est le plus court mais aussi le plus difficile- et le second par le hameau de Parise à la sortie nord de Telve, le tracé est sinueux et signalisé de manière spartiate mais c'est le chemin le plus aisé pour rejoindre le château. L'iconographie ancienne indique que ce devait être la principale voie d'accès.
Les remparts dessinent un trapèze flanqué d'une tour. Les voûtes effondrées dévoilent les salles d'un niveau inférieur où sont encore visibles des éléments d'architecture semblant remonter du XVe siècle à la restauration de 1527 - les remplois successifs rendent la datation difficile. Cette date de 1527 et les armoiries des Castellalto sont gravées sur le portail renaissance.

## Quelques photographies

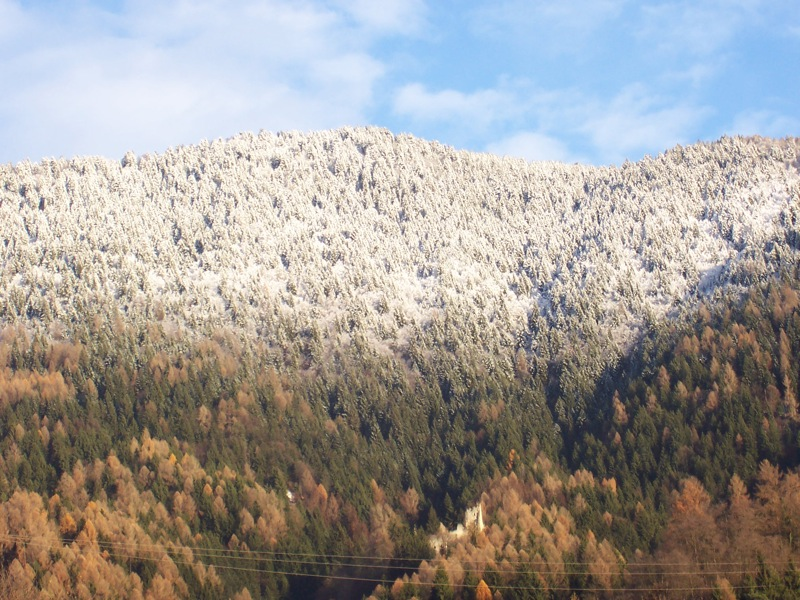
Castellalto et le Mont Musiera.
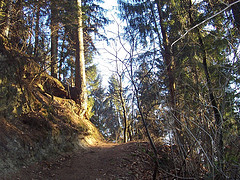
Sentier de Castellalto.
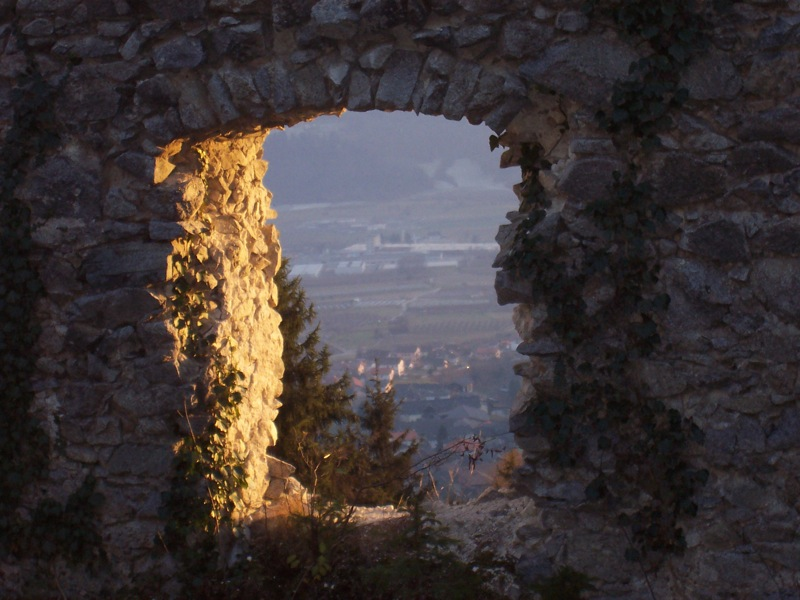
Vue de la Valsugana.
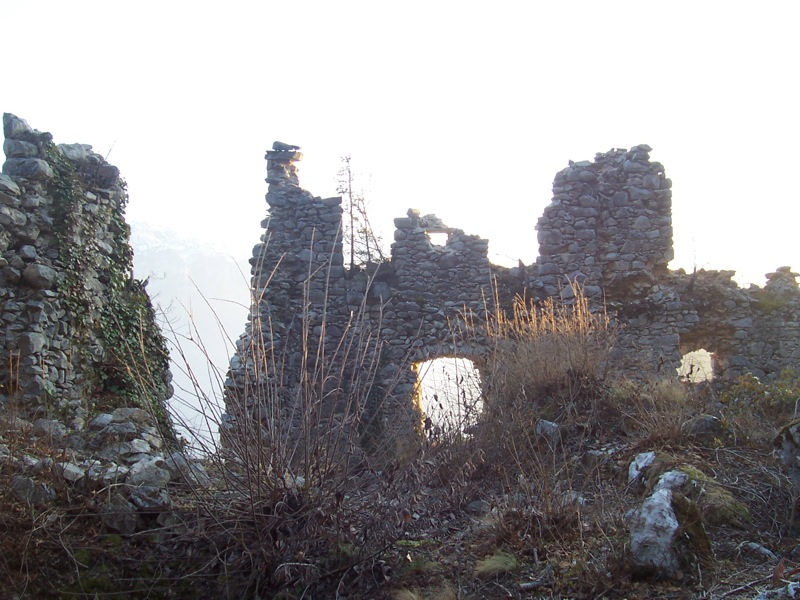
Les remparts.
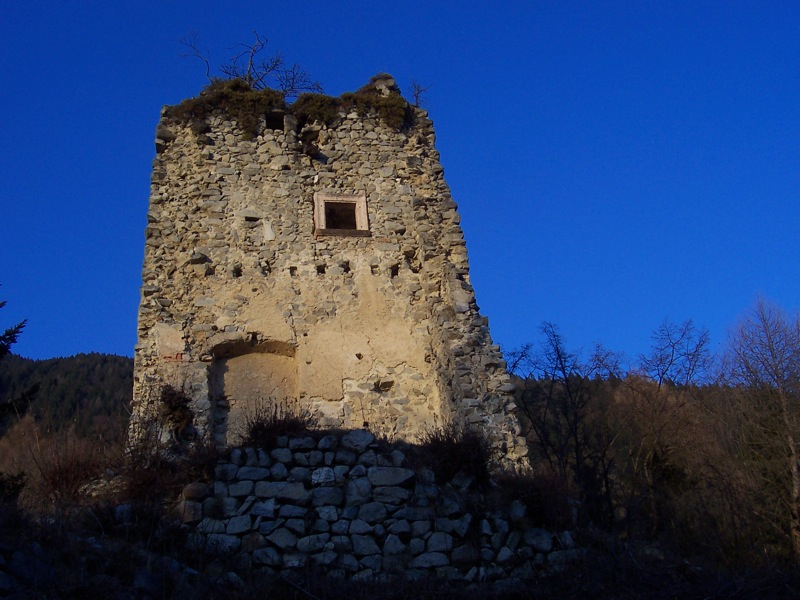
Le donjon.
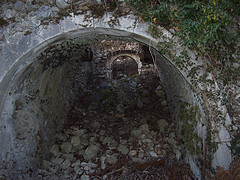
Passage aveugle, dépourvu de fenêtres.
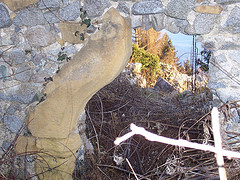
Portail gothique.
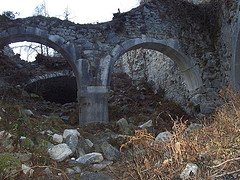
Arcades.